# Іллінська церква (Паньківщина)
Це́рква Свято́го Іллі́ — православний храм у Києві, в місцевості Паньківщина, збудований у 1908—1914 роках та зруйнований 1935 року. Розташовувалася на розі вулиць Безаківської (сучасна назва — Симона Петлюри) та Жилянської. Станом на 2022 рік ділянка, де стояла церква, досі незабудована і зайнята невеликим паркувальним майданчиком.

## Історія храму
1908 року відзначалося 800-річчя Михайлівського Золотоверхого собору і на честь цієї події обитель вирішила звести новий храм. Місцем будівництва обрали ділянку, що належала монастиреві, на розі вулиць Безаківської та Жилянської; до того ж у цій місцині досі не було своєї парафіяльної церкви. Урочисте закладення нового храму відбулося 20 липня (2 серпня) 1908 року, на день святого пророка Іллі, тому майбутню церкву присвятили цьому святому, хоча первісно планувалося головний престол храму освятити на честь Преображення Господня. Перший камінь нової церкви заклав митрополит Флавіан. Проєкт Іллінської церкви розробив архітектор Євген Єрмаков.
Будівництво Іллінської церкви тривало досить довго, в основному, через складний характер ґрунтів, що спричинило додаткові роботи з укріплення підмурків будівлі за допомогою системи з 672 буронабивних паль за проєктом київського інженера А. Страуса. Зрештою у жовтні 1914 року будівництво завершили, проте через Першу світову війну офіційне освячення церкви відбулося лише 1918 року, до того часу це був своєрідний храм-пам'ятник героям війни, живим і загиблим.
За радянських часів, у 1921 році (а, ймовірніше, на початку 1920 року) Іллінська церква перейшла до першої в Києві громади УАПЦ. Дуже швидко церква стала українським культурно-громадським осередком: з листопада 1921 року в ній читали лекції з історії та географії України, діяли богословські курси, пізніше перенесені до Андріївської церкви і 1924 року заборонені радянською владою. На цих курсах викладали такі видатні релігійні та громадські діячі як митрополит Василь Липківський, архієпископ Н. Шараївський, єпископ П. Тарнавський, професори В. Чехівський, В. Данилевич, О. Грушевський, Л. Старицька-Черняхівська. Настоятелями Іллінської церкви у різні часи були о. Нестор Шараївський, о. Марко Грушевський (пізніше — єпископи УАПЦ), протоієрей Костянтин Янушівський, о. Кость Бутвіненко (з лютого 1924 року). У 1926 році більшовики ліквідували Либідську парафію УАПЦ, яка базувалася в Іллінській церкві, проте вже навесні 1927 року діяльність парафії відновилася. Втім, церквою парафіянам УАПЦ довелося користуватися спільно з обновленською синодальною громадою. Останні служби в церкві святого Іллі пройшли, згідно архівних даних, на Великодні свята 1929 року, не пізніше 1930 року парафія Іллінської церкви припинила діяльність.
У 1931 році Наркомат освіти ухвалив знесення церкви «у зв'язку із розширенням території ТЕЦ», що й відбулося 1935 року. Довгий час від храмового комплексу лишалися тільки мурована огорожа та двоповерховий будинок причту (або будинок для проживання прочан, втім, за призначенням ця споруда так і не функціонувала), але зрештою вони були розібрані у 1986 році.
У другій половині 2000-х років існували наміри відбудувати Іллінську церкву на старих фундаментах, що збереглися під шаром асфальту.

## Опис
Церква святого Іллі розташовувалася біля перехрестя вулиць Безаківської та Жилянської, з невеликим відступом від червоної лінії забудови. Вівтарна частина виходила на вулицю Жилянську, ґанок із шатровим завершенням — на Безаківську. Проєктна висота церкви (з урахуванням хрестів) становила близько 40 м, ймовірно, так і було виконано, всередині храму могло розміститися близько 1200 осіб. Увінчували будівлю цибулясті бані на круглих у плані барабанах: п'ять на основним об'ємом та по одному над вівтарною частиною, шатровою дзвіницею і ґанком. Фасади церкви були оздоблені дрібним ліпним і цегляним декором.
Загальний вигляд церкви виділявся еклектичним поєднанням кількох вельми відмінних один від одного архітектурних стилів. Типовий для православних церков Російської імперії тих часів «псевдоросійський» стиль можна було побачити у цибулястих баньках, кокошниках у нижній частині барабанів, здрібнених елементах фасадного декорування. Великі круглі вікна на північному та південному фасадах, розділені коринфськими колонками із скісними завершеннями та увінчані дугоподібними арками, відповідали модному для світських будівель стилю модерн, під ними розташовувалися строєні вузькі віконця, характерні для мавританської архітектури.
Окрім головного вівтаря, у церкві був південний приділ, освячений на честь мучениць Віри, Надії, Любові та матері їх Софії.